# Myrena meridionalis
Myrena meridionalis is een mosselkreeftjessoort uit de familie van de Loxoconchidae. De wetenschappelijke naam van de soort werd in 1908 voor het eerst geldig gepubliceerd door Otto Friedrich Müller.